# 小笠原信貴
小笠原 信貴（おがさわら のぶたか）は、戦国時代の武将。
父の小笠原貞忠は信濃国松尾城を領していた松尾小笠原氏の出身で、本家の府中小笠原家当主である小笠原長棟や小笠原長時と対立したことから、天文3年（1534年）頃には甲斐国に逃れており、武田信玄に臣従した。天文23年（1554年）の武田氏の信濃侵攻では信濃先方衆の一人として活躍し、松尾城を回復して、府中家小笠原信定の守る伊那郡鈴岡城を攻めた。
天文18年（1549年）、室町時代後半から衰えていた開善寺を復興させた。また伊那郡に龍門寺を創建し、同地に葬られた。